# Saint-Pierre-le-Vieux (Lozère)
Saint-Pierre-le-Vieux (okzitanisch: Sent Pèire lo Vièlh) ist eine südfranzösische Gemeinde mit 314 Einwohnern (Stand: 1. Januar 2022) im Département Lozère in der Region Okzitanien. Die Gemeinde gehört zum Arrondissement Mende und zum Kanton Saint-Chély-d’Apcher. Die Einwohner werden Saint-Pierreux genannt.

## Lage
Saint-Pierre-le-Vieux liegt im Gebiet der Causse de Sauveterre im südlichen Zentralmassiv in den Cevennen in der historischen Landschaft des Gevaudan. Umgeben wird Saint-Pierre-le-Vieux von den Nachbargemeinden Blavignac im Norden und Westen, Le Malzieu-Ville im Osten und Nordosten, Prunières im Osten und Südosten sowie Saint-Chély-d’Apcher im Süden und Südwesten.

## Bevölkerungsentwicklung
| Jahr                       | 1962 | 1968 | 1975 | 1982 | 1990 | 1999 | 2006 | 2013 | 2018 |
| Einwohner                  | 284  | 260  | 230  | 234  | 236  | 241  | 269  | 304  | 321  |
| Quellen: Cassini und INSEE |      |      |      |      |      |      |      |      |      |

## Sehenswürdigkeiten

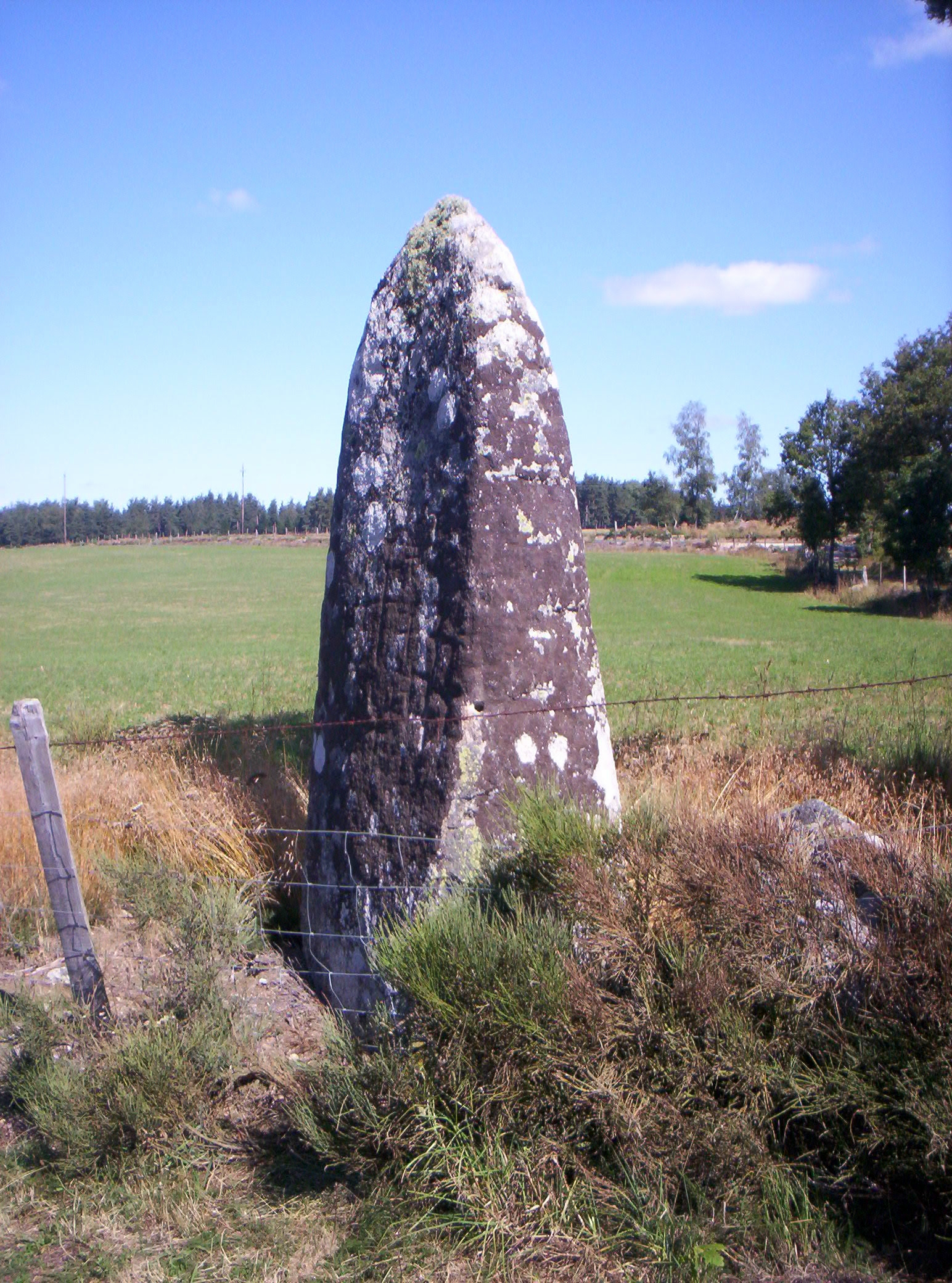
Menhir Pinjo Chabre
- romanische Kirche aus dem 14. Jahrhundert
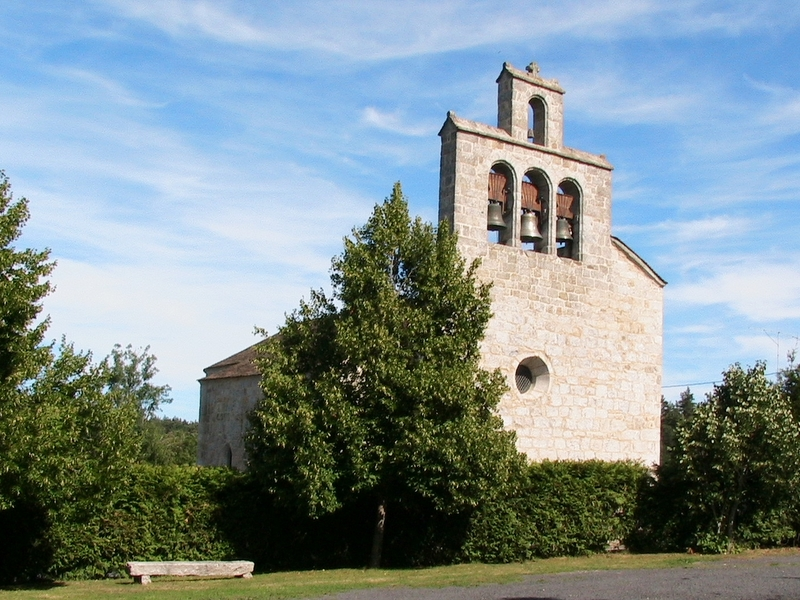
Kirche von Vareilles
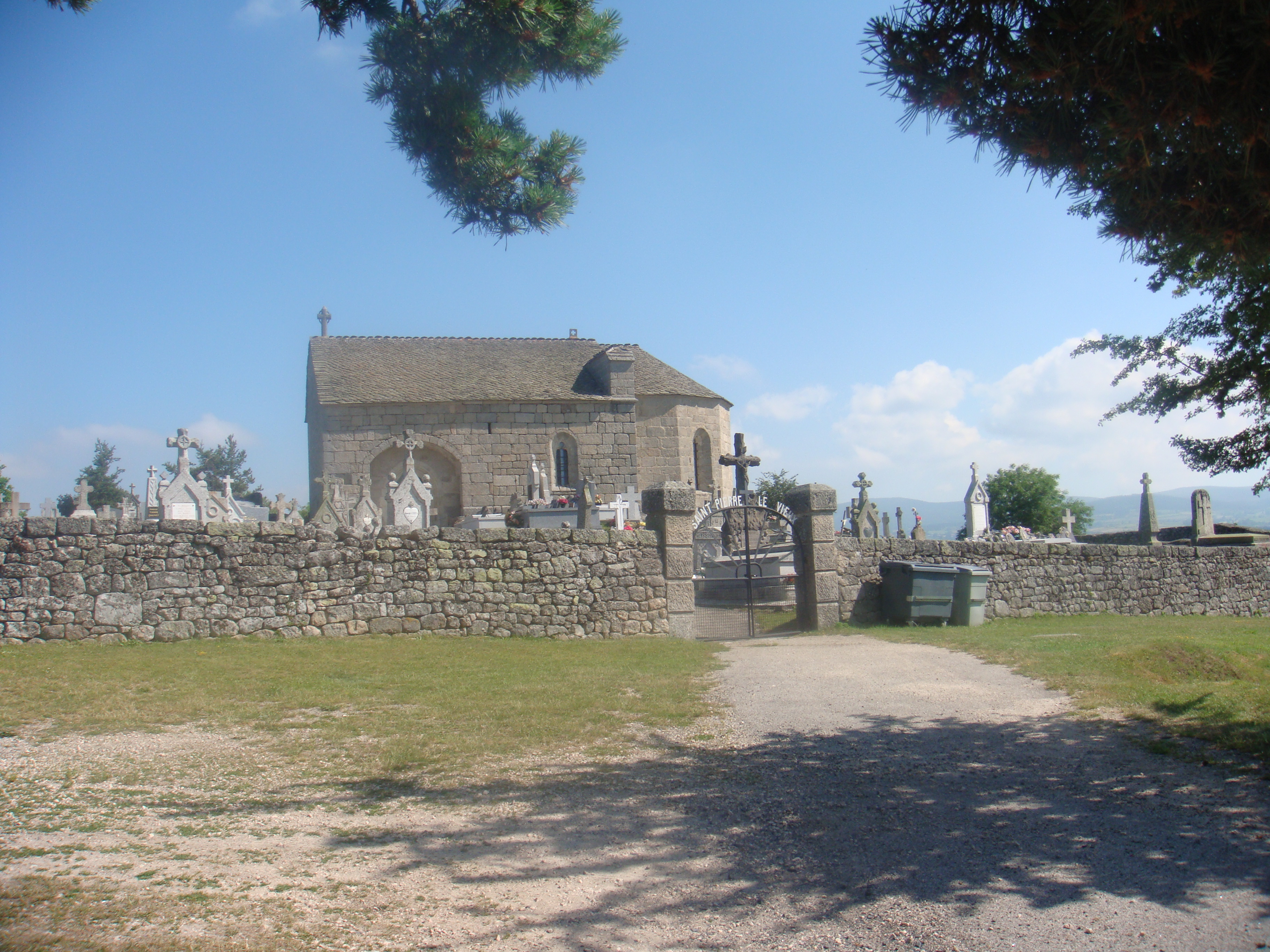
Kapelle von Roc-Saint-Pierre

- Menhir Pinjo Chabre
- Kirche von Vareilles
- Kapelle von Roc-Saint-Pierre